# Хлоропирамин
Хлоропираминът е химично вещество с формула C16H20ClN3. Лекарствено средство с противоалергичен, седативен, хипнотичен, спазмолитичен и антихолинергичен ефект.

## Описание
Блокира H1-рецепторите и М-холинорецепторите и отслабва спазмогенния ефект на хистамина. При перорален прием се абсорбира бързо. Метаболизира се в черния дроб и се екскретира от бъбреците и червата.
Противопоказен при бременност и кърмене. Възможни странични ефекти са летаргия, замаяност, забавени реакции, ксеростомия, гадене, болка в стомаха.